# Token ring
Token ring (англ. «маркерне кільце») — архітектура мереж з кільцевою логічною топологією і детермінованим методом доступу, заснованому на передачі маркера. 

## Опис
Мережі Token Ring (стандарт 802.5), так само як і мережі Ethernet, характеризує колективне середовище передачі даних, яка в даному випадку складається з відрізків кабелю, що з'єднують усі станції мережі в кільце. Кільце розглядається як загальний ресурс, і для доступу до нього потрібен не випадковий алгоритм, як в мережах Ethernet, а детермінований, заснований на передачі станціям права на використання кільця у визначеному порядку. Це право передається за допомогою кадру спеціального формату, званого маркером, або токеном, (англ. token). Це тип мережі, в якій всі комп'ютери схематично об'єднані в кільце. По кільцю від комп'ютера до комп'ютера (станції мережі) передається спеціальний блок даних, званий маркером. Коли якій-небудь станції потрібна передача даних, маркер нею модифікується і більше не розпізнається іншими станціями, як спецблок, поки не дійде до адресата. Адресат приймає дані і запускає новий маркер по кільцю. На випадок втрати маркера або передавання даних, у яких немає адресату, в мережі присутня машина із спеціальними повноваженнями, що вміє видаляти безадресні дані і запускати новий маркер.
Цей механізм передачі маркера спільно використаний ARCNET, маркерною шиною, і FDDI, і має теоретичні переваги перед стохастичним CSMA / CD Ethernet.

## Історія
Спочатку технологія була розроблена компанією IBM в 1984 році. У 1985 комітет IEEE 802 на основі цієї технології прийняв стандарт IEEE 802.5. Останнім часом навіть у продукції IBM домінують технології сімейства Ethernet, попри те, що раніше протягом довгого часу компанія використовувала Token Ring як основну технологію для побудови локальних мереж .

## Відмінності IBM token ring іIEEE 802.5
В основному, технології схожі, але є незначні відмінності. Token ring від IBM описує топологію «зірка», коли всі комп'ютери під'єднані до одного центрального пристрою (англ. multistation access unit (MSAU)), в той час, як IEEE 802.5 не загострює уваги на топології. 
|                          | Таблиця 1                                              |                   |
| ------------------------ | ------------------------------------------------------ | ----------------- |
|                          | IBM token ring                                         | IEEE 802.5        |
| Швидкість передачі даних | 4,16 Мбіт/с                                            | 4,16 Мбіт/с       |
| Кількість станцій        | 260 (екранована вита пара) 72 (неекранована вита пара) | 250               |
| Топологія                | Зірка                                                  | Не спеціалізовано |
| Кабель                   | Вита пара                                              | Не спеціалізовано |

## Модифікації Token Ring
Існують 2 модифікації за швидкостями передачі: 4 Мб / с і 16 Мб / с. У Token Ring 16 Мб / с використовується технологія раннього звільнення маркера. Суть цієї технології полягає в тому, що станція, «захопила» маркер, після закінчення передачі даних генерує вільний маркер і запускає його в мережу. Спроби запровадити 100 Мб / с технологію не увінчалися комерційним успіхом.

## Передача маркера
Token Ring і IEEE 802.5 є головними прикладами мереж з передачею маркера. Мережі з передачею маркера переміщують вздовж мережі невеликий блок даних, званий маркером. Володіння цим маркером гарантує право передачі. Якщо вузол, який приймає маркер, не має інформації для відправки, він просто переправляє маркер до наступної кінцевої станції. Кожна станція може утримувати маркер протягом певного максимального часу (за замовчуванням - 10 мс).
Дана технологія пропонує варіант вирішення проблеми колізій, що виникає при роботі локальної мережі. У технології Ethernet, такі колізії виникають при одночасній передачі інформації кількома робочими станціями, які перебувають в межах одного сегмента, тобто використовують загальний фізичний канал даних.
Якщо у станції, що володіє маркером, є інформації для передачі, вона захоплює маркер, змінює у нього один біт (в результаті чого маркер перетворюється в послідовність «початок блоку даних»), доповнює інформацією, яку вона хоче передати і відсилає цю інформацію до наступної станції кільцевої мережі. Коли інформаційний блок циркулює по кільцю, маркер в мережі відсутній (якщо тільки кільце не забезпечує «раннього звільнення маркера» - early token release), тому інші станції, які бажають передати інформацію, змушені чекати. Отже, в мережах Token Ring не може бути колізій. Якщо забезпечується раннє вивільнення маркера, то новий маркер може бути випущений після завершення передачі блоку даних.
Інформаційний блок циркулює по кільцю, поки не досягне передбачуваної станції призначення, яка копіює інформацію для подальшої обробки. Інформаційний блок продовжує циркулювати по кільцю, він остаточно видаляється після досягнення станції, що відіслала цей блок. Станція відправлення може перевірити блок, що повернувся, щоб переконатися, що він був переглянутий і потім скопійований станцією призначення.

## Сфера застосування
На відміну від мереж CSMA/CD (наприклад, Ethernet) мережі з передачею маркера є детерміністичними мережами. Це означає, що можна обчислити максимальний час, який пройде, перш ніж будь-яка кінцева станція зможе передавати. Ця характеристика, а також деякі характеристики надійності, роблять мережу Token Ring ідеальною для застосувань, де затримка повинна бути передбачена і важлива стійкість функціонування мережі.
Прикладами застосувань є середовище автоматизованих станцій на заводах.
Застосовується як більш дешева технологія, набула поширення скрізь, де є відповідальні програми, для яких важлива не стільки швидкість, скільки надійна доставка інформації. В наш час[коли?] Ethernet по надійності не поступається Token Ring й істотно вище за продуктивністю.

## Значення
1. Тип мережі, в якій всі комп'ютери схематично об'єднані в кільце. По кільцю від комп'ютера до комп'ютера (станції мережі) передається спеціальний блок даних, званий маркером (англ. token). Коли якій-небудь станції потрібна передача даних, маркер нею модифікується і більше не розпізнається іншими станціями, як спецблок, поки не дійде до адресата. Адресат приймає дані і запускає новий маркер по кільцю. На випадок втрати маркера або нескінченного ходіння даних (коли адресат даних не знаходиться) в мережі присутня машина із спеціальними повноваженнями, що вміє видаляти безадресні дані і запускати новий маркер.
2. Коли обидва слова написано з великих букв (Token Ring), мається на увазі технологія, розроблена компанією IBM або мережа стандарту IEEE 802.5